# Sinh vật ban ngày

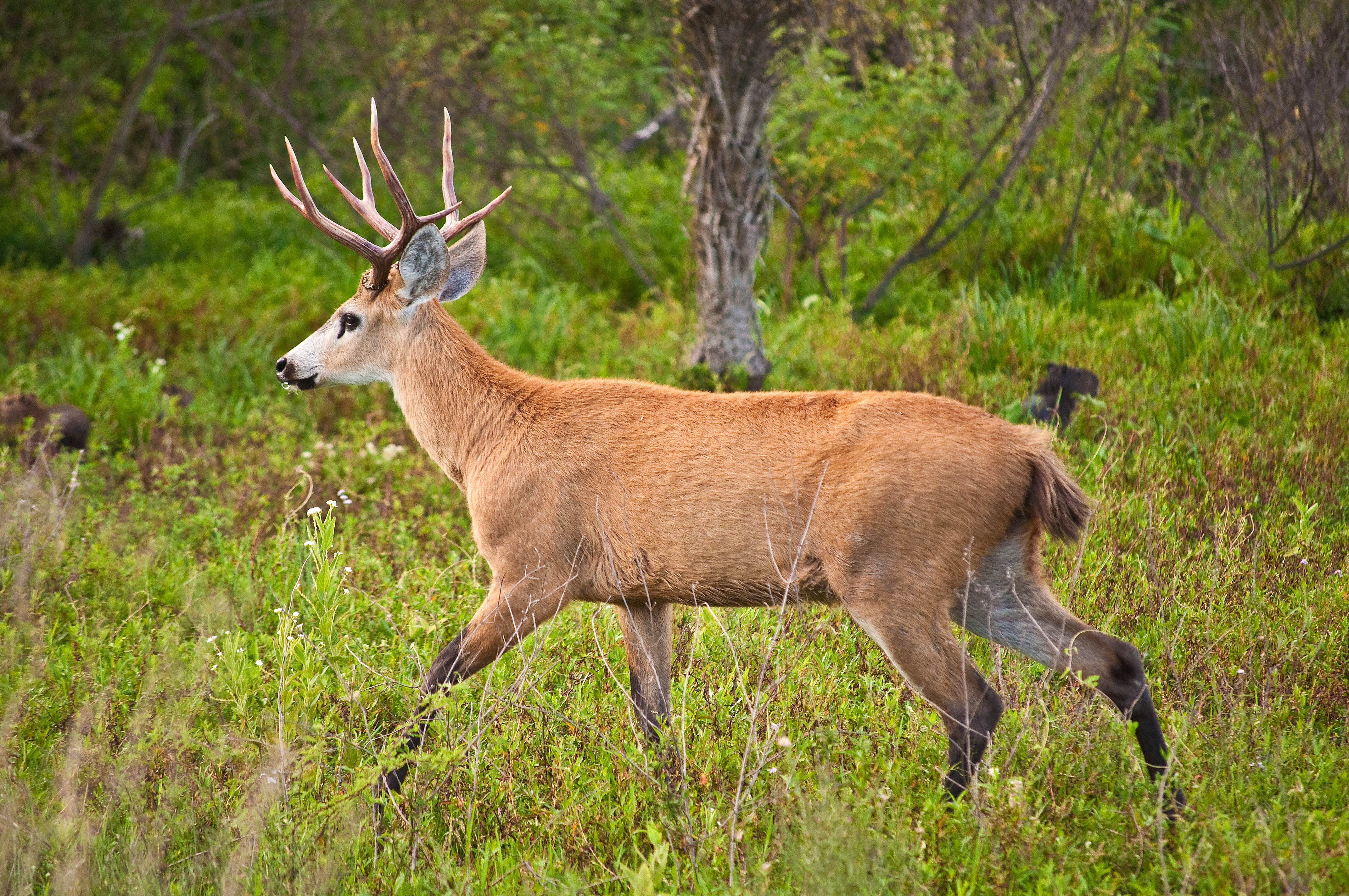
Một con hươu đang hoạt bát vào ban ngày, chúng sẽ phấn chấn và năng động khi mặt trời mọc vì chúng thuộc nhóm sinh vật hoạt động ban ngày

Sinh vật ban ngày hay hoạt động ban ngày (Diurnality) là một dạng hành vi của động vật hoặc kiểu hình của thực vật được đặc trưng bởi hoạt động chính yếu diễn ra vào ban ngày, với thời gian ngủ hoặc nghỉ ngơi vào ban đêm. Thời gian hoạt động của động vật phụ thuộc vào nhiều yếu tố môi trường khác nhau như nhiệt độ, khả năng tìm kiếm thức ăn bằng thị giác, nguy cơ bị săn bắt và chu kỳ thời gian trong năm. Hoạt động ban ngày là một chu kỳ hoạt động trong vòng 24 giờ. Các hoạt động theo chu kỳ được gọi là nhịp sinh học là các chu kỳ nội sinh không phụ thuộc vào tín hiệu bên ngoài hoặc các yếu tố môi trường.
Động vật hoạt động trong lúc chạng vạng là chuột đồng, những động vật hoạt động vào ban đêm là động vật về đêm (loài ăn đêm) và động vật hoạt động vào thời gian lẻ tẻ trong cả đêm và ngày. Ánh sáng là một trong những yếu tố môi trường xác định rõ nhất sự quyết định về mô hình hoạt động của động vật. Những cây khai hoa vào ban ngày được mô tả là cây cối ban ngày ví dụ như hoa hướng dương, trong khi những cây nở vào ban đêm là hoa nở về đêm ví dụ như dạ lan hương. Thời điểm mở hoa thường liên quan đến thời điểm mà các loài thụ phấn ưa thích đang tìm kiếm hoa. Ví dụ, hoa hướng dương mở vào ban ngày để thu hút những con ong, trong khi các loài cereus nở hoa vào ban đêm để thu hút các loài bướm đêm.

## Ở động vật
Nhiều loại động vật được phân loại là loài sống ban ngày, có nghĩa là chúng hoạt động vào ban ngày và không hoạt động hoặc có thời gian nghỉ ngơi vào ban đêm. Các động vật là thú có túi thường được phân loại bao gồm động vật có vú, chim và bò sát. Hầu hết các loài linh trưởng là động vật sinh sống vào ban ngày. Ban đầu, hầu hết các loài động vật là sống ban ngày, nhưng sự thích nghi cho phép một số động vật trở thành loài sống về đêm là điều giúp đóng góp cho sự thành công của nhiều giống loài, đặc biệt là động vật có vú. Trào lưu tiến hóa về đêm, cho phép chúng tránh những kẻ săn mồi tốt hơn và có được nguồn lực với sự cạnh tranh sinh học ít hơn từ các động vật khác. Điều này đã đi kèm với một số thích ứng mà động vật có vú sống tới ngày nay. 

### Tầm nhìn
Tầm nhìn là một trong những giác quan bị ảnh hưởng lớn nhất từ việc chuyển đổi qua lại từ trạng thái ban ngày sang trạng thái ban đêm và ngược lại, và điều này có thể được nhìn thấy bằng cách sử dụng phân tích sinh học và sinh lý của hạt nhân que từ mắt của linh trưởng. Điều này bao gồm mất hai trong số bốn opsin hình nón hỗ trợ thị giác màu sắc, tạo ra nhiều lưỡng sắc ở động vật có vú. Khi các loài linh trưởng nguyên thủy chuyển đổi về trạng thái ban đầu, tầm nhìn tốt hơn bao gồm tầm nhìn màu ba màu trở nên rất thuận lợi, làm cho tính trạng thích nghi và tầm nhìn màu của nhóm loài Simiiformes (bộ khỉ hầu), bao gồm cả con người.
Các nghiên cứu sử dụng phân tích sự phân bố nhiễm sắc thể của hạt nhân que từ các mắt dạng vượn (simian) khác nhau đã phát hiện ra rằng sự chuyển đổi giữa tính chất ban đầu và tính chất ban đêm xảy ra nhiều lần trong dòng dõi linh trưởng, với việc chuyển sang trạng thái chuyển đổi là sự chuyển tiếp phổ biến nhất. Tuy nhiên, ngày nay, sự xuất hiện dường như xuất hiện trở lại trong nhiều dòng dõi của các loài động vật khác, bao gồm các động vật có vú nhỏ như chuột cỏ Nile và sóc và bò sát vàng. Cụ thể hơn, tắc kè, được cho là loài sống tự nhiên về đêm đã cho thấy nhiều sự chuyển đổi sang trạng thái ban ngày, với khoảng 430 loài tắc kè hiện đang cho thấy hoạt động ban ngày.
Với rất nhiều loài sống vào ban ngày được ghi nhận, các nghiên cứu phân tích so sánh sử dụng dòng giống mới của loài tắc kè đã được thực hiện để nghiên cứu sự tiến hóa của sinh vật ban ngày. Với khoảng 20 lần chuyển đổi được tính cho dòng dõi tắc kè, nó cho thấy tầm quan trọng của tính chất ban ngày. Những ảnh hưởng môi trường mạnh mẽ như biến đổi khí hậu, rủi ro khi bị săn và cạnh tranh về tài nguyên là những yếu tố góp phần làm nên điều đó. Sử dụng ví dụ về tắc kè, người ta cho rằng các loài như Mediodactylus amictopholis sống ở độ cao có chiều cao hơn đã chuyển sang trạng thái sống ban ngày để giúp tăng nhiệt hơn trong ngày và do đó sẽ bảo tồn nhiều năng lượng hơn, đặc biệt là khi nhiệt độ lạnh hơn theo mùa. 

### Ánh sáng
Ánh sáng là một trong những ảnh hưởng mạnh nhất của hạt nhân siêu âm (SCN), một phần của vùng dưới đồi trong não điều khiển nhịp sinh học ở hầu hết các loài động vật. Đây là những gì quyết định xem một động vật có sinh sống được vào ban ngày hay không. SCN sử dụng thông tin hình ảnh như ánh sáng để bắt đầu một loạt các hoocmon được giải phóng và hoạt động trên nhiều chức năng sinh lý và hành vi. Ánh sáng có thể tạo ra các hiệu ứng che lấp mạnh mẽ đối với nhịp sinh học của động vật, nghĩa là nó có thể ảnh hưởng đến đồng hồ bên trong, thay đổi mô hình hoạt động của động vật, tạm thời hoặc trong thời gian dài nếu tiếp xúc với ánh sáng đủ trong một thời gian dài thời gian.
Ngay cả một lượng nhỏ thay đổi ánh sáng môi trường đã cho thấy có ảnh hưởng đến hoạt động của động vật có vú. Một nghiên cứu quan sát được thực hiện về hoạt động của khỉ cú sống về đêm ở Gran Chaco ở Nam Mỹ cho thấy lượng ánh trăng tăng vào ban đêm làm tăng mức độ hoạt động của chúng suốt đêm, dẫn đến giảm hoạt động vào ban ngày. Có nghĩa là đối với loài này, ánh trăng xung quanh có mối tương quan ngược chiều với hoạt động ban ngày. Điều này cũng liên quan đến hành vi tìm kiếm thức ăn của những con khỉ, vì khi có những đêm ít ánh trăng, nó ảnh hưởng đến khả năng tìm kiếm thức ăn của khỉ, vì vậy chúng buộc phải hoạt động nhiều hơn trong ngày để tìm thức ăn.

### Ngoại cảnh
Ảnh hưởng môi trường khác đã được chứng minh là một đặc điểm tiến hóa ở nhiều loài động vật với tập tính sinh sống vào ban ngày chủ yếu xuất hiện trở lại trong nhiều dòng giống. Các yếu tố môi trường khác như nhiệt độ môi trường xung quanh, lượng thức ăn sẵn có và nguy cơ bị săn bắt đều có thể ảnh hưởng đến việc một động vật sẽ tiến hóa thành sống ban ngày hay nếu tác động của chúng đủ mạnh, sau đó sẽ che giấu nhịp sinh học của chúng, thay đổi mô hình hoạt động của chúng để trở thành sinh vật ban ngày. Tất cả ba yếu tố thường liên quan đến nhau và động vật cần có khả năng tìm thấy sự cân bằng giữa chúng nếu chúng tồn tại và phát triển.
Nhiệt độ môi trường xung quanh đã được chứng minh là có ảnh hưởng và thậm chí chuyển đổi động vật về đêm sang trạng thái ban ngày vì đó là cách để chúng bảo tồn năng lượng trong quá trình trao đổi chất. Động vật về đêm thường bị thách thức về năng lượng do hoạt động mạnh nhất vào ban đêm khi nhiệt độ môi trường thấp hơn so với ban ngày và do đó chúng mất rất nhiều năng lượng dưới dạng nhiệt cơ thể. Theo giả thuyết năng lượng nhiệt sinh học (CTE), động vật sẽ tiêu tốn nhiều năng lượng hơn so với khi chúng (thông qua thức ăn và giấc ngủ) sẽ hoạt động nhiều hơn trong chu kỳ ánh sáng, nghĩa là chúng sẽ hoạt động nhiều hơn trong ngày. Điều này đã được thể hiện trong các nghiên cứu được thực hiện trên những con chuột nhỏ về đêm trong môi trường phòng thí nghiệm.
Khi chúng được đặt dưới sự kết hợp của đủ lạnh và căng thẳng vì đói, chúng đã chuyển đổi sang trạng thái ban đầu thông qua chuyển đổi ngách tạm thời, dự kiến. Một nghiên cứu tương tự khác liên quan đến các động vật có vú nhỏ đầy thách thức về mặt năng lượng cho thấy sự di cư có lợi nhất khi động vật có một vị trí được che chở để nghỉ ngơi, giảm mất nhiệt. Cả hai nghiên cứu đều kết luận rằng động vật có vú sống về đêm thay đổi mô hình hoạt động của chúng để trở nên mạnh mẽ hơn khi bị căng thẳng về đòi hỏi nhu cầu năng lượng (do mất nhiệt và hạn chế thức ăn), nhưng chỉ khi nguy cơ bị săn mồi cũng bị hạn chế, có nghĩa là nguy cơ bị săn mồi ít hơn nguy cơ bị chết cóng (đóng băng) hoặc chết đói.

### Thích ứng
Ngày nay, nhiều loài động vật vốn có thói quen hoạt động buổi sáng lại chỉ xuất hiện vào ban đêm do sợ hãi sự ồn ào của con người, như loài gấu chó là một loài gấu trước đây đều thức dậy vào ban ngày khi mặt trời vừa mọc và sẽ đi kiếm ăn khi ánh nắng ấm áp dần chiếu rọi khu rừng. Cũng giống như người, gấu chó ở môi trường tự nhiên sẽ dành 80% thời gian sinh hoạt của chúng vào ban ngày. Nhưng những năm gần đây, chúng lại thường xuyên bị quấy rầy bởi các hoạt động của con người. Điều này dẫn đến việc thay đổi đáng kể trong sinh hoạt của chúng nói riêng và hầu hết động vật hoang dã nói chung.
Trật tự của hệ sinh thái bắt đầu đảo lộn nhiều hơn với những tác động của con người, sự hiện diện của loài người đang dần biến các loài động vật trở thành "cú đêm", hoạt động của con người đang thúc đẩy số lượng lớn động vật có vú buộc phải chuyển sinh hoạt từ buổi sáng sang 90% vào buổi tối, nhiều động vật có vú chuyển sang sinh sống chủ yếu vào ban đêm để không bắt gặp con người. Đối với nhiều loài bị hạn hẹp môi trường sống, chúng đều cố gắng tránh né mọi tương tác với con người bằng cách biến mất mỗi khi con người xuất hiện. Từ đó, khi đêm đến, số động vật hoang dã cùng kiếm ăn tăng lên đáng kể so với trước đây nhưng ban ngày thì lại chẳng thấy bóng dáng chúng đâu.

## Thực vật
Nhiều loài thực vật là sinh vật hoạt động vào ban ngày hoặc ban đêm, tùy thuộc vào khoảng thời gian khi các loài thụ phấn hiệu quả nhất, tức là côn trùng, ghé thăm chúng. Hầu hết các thực vật hạt kín được các loài côn trùng khác nhau ghé thăm, vì vậy loài hoa này thích nghi với hiện tượng thụ phấn của nó. Do đó, hiệu quả của các loài côn trùng ban ngày hoặc ban đêm tương đối ảnh hưởng đến bản chất ban ngày hoặc về đêm của cây mà chúng thụ phấn, trong một số trường hợp, điều chỉnh chu kỳ mở và đóng của cây. Ví dụ, cây bao báp được thụ phấn bởi dơi ăn quả và bắt đầu nở hoa vào cuối buổi chiều; những bông hoa đã chết trong vòng hai mươi bốn giờ.